# Cenaze Hasan Pascià
Cenaze Hasan Pascià conosciuto anche come Meyyit Hasan Pascià (... – Larissa, 1810) è stato un politico e militare ottomano di etnia circassa.
Gli epiteti di "Cenaze" o "Meyyit"  (in turco: cadavere, funerale) si riferiscono al fatto di essere stato nominato gran visir quando era allettato seriamente malato.

## Primi anni
Fu governatore temporaneo di Tripoliçe (città della Grecia odierna) nel 1774 durante la guerra russo-turca (1768-1774), difendendo la città da una ribellione sostenuta dalla Russia. Grazie a questo successo fu promosso e divenne governatore di Vidin (città del nor ovest della Bulgaria) e prese parte alla Battaglia di Karánsebes nell'ambito della guerra russo-turca (1787–1792) e contribuendo alla vittoria.

## Gran visierato
Il 28 maggio 1789 fu nominato Gran Visir (grado più alto dell'impero diverso dopo quello di sultano). Quando ricevette la lettera di incarico da parte del sultano era malato a letto, così fu soprannominato Cenaze (cadavere). Il 22 settembre guidò personalmente l'esercito contro l'alleanza austro-russa nella battaglia di Rymnik (chiamata battaglia di Boze dai turchi), dove fu sconfitto. La sconfitta gli costò l'incarico, fu congedato il 2 dicembre 1789.

## Ultimi anni
Fu nominato governatore di Rusçuk (città della Bulgaria). Ma in seguito fu esiliato a Bozcaada (un'isola turca nell'Egeo nord orientale). Nel 1792 fu graziato e nominato governatore di Silistra (città della  Bulgaria). Successivamente fu governatore di in varie città come Chania, Heraklion (entrambe nell'isola di Creta), Bender (città della Moldavia) e Khotyn (città della Ucraina). Mentre era a Khotyn, cadde prigioniero dei russi durante la guerra russo-turca appena iniziata. Dopo il trattato di pace, si ritirò e morì a Larissa nel 1810.